# John Summerson
Sir John Newenham Summerson, CH, CBE, (Darlington, 25 novembre 1904 – Londra, 10 novembre 1992) è stato uno dei più importanti storici dell'architettura britannici del XX secolo.

## Biografia
Nacque a Barnstead, Coniscliffe Road, Darlington. Suo nonno, che lavorò per la Stockton & Darlington Railway, costituì una fonderia a conduzione familiare nel 1869, intitolata "Thomas Summerson & Sons". John Summerson si formò presso la Harrow School e alla University College di Londra, dove conseguì il diploma di laurea nel 1928.

## Opera
Si occupò principalmente di architettura britannica, in particolare quella d'epoca georgiana. Il suo Architecture in Britain: 1530–1830 (1a ed., 1953; molte le edizioni successive) rimase un classico della materia per gli studenti e i lettori generali, anche dopo la sua morte. The Classical Language of Architecture (1963), è un'introduzione agli elementi stilistici dell'architettura classica e traccia il loro uso e le variazioni in epoche diverse. Scrisse anche molte opere specializzate, tra cui saggi su Inigo Jones e sulla Londra georgiana, così come The Architecture of the Eighteenth Century (1986), in cui descrive il Boullée in maniera ammirevole, riconoscendogli di essere il precursore di Claude-Nicolas Ledoux, uno degli innovatori più audaci del XVIII secolo.
Summerson fu curatore del Museo di Sir John Soane tra il 1945 ed il 1984. 
Gli fu attribuito il termine Bristol Byzantine (trad. lett. Bristol bizantina), riferendosi ad uno stile influenzato dall'architettura bizantina e moresca e applicato principalmente per magazzini, fabbriche e altri edifici industriali nella città di Bristol.
Summerson fu criticato per il suo approccio un po' elitario, e lui non è sempre stato un fautore costante del movimento per la conservazione. Fu assunto dalla "ESB Group" in Irlanda per commentare, a favore loro, della demolizione di sedici case georgiane localizzate nella capitale, in via Fitzwilliam.